# DJ DraCo
DJ DraCo (rodno ime Ivan Galetić) hrvatski je producent i DJ iz Virovitice.
1994. godine započeo je s djelovanjem u isto vrijeme kada je počeo izlaziti na događaje elektroničke glazbe. Njegov prvi program za produciranje bio mu je Protracker u Amiga računalu i onda je kasnije prešao na FL Studio na osobnom računalu. Njegovo prvo profesionalno pojavljivanje je bilo 2002. na hardcore techno zabavi u klubu "Channel Zero" u Ljubljani, Slovenija. Zajedno s prijateljem DJ bLURiXom, 4. svibnja 2006. otvorio je mrežnu producentsku kuću Diggarama.

## Diskografija
- 2006.: Drummer's Soul EP
- 2006.: Love To Dig EP
- 2007.: Terok Nor
- 2008.: Apocrypha
- 2009.: Drummer's Soul Remixes

## Vanjske poveznice
- Diskografija
- Službena stranica
- Producentska kuća Diggarama